# Balthazar de Bonnecorse
Pour les articles homonymes, voir Bonnecorse.
Balthazar de Bonnecorse, né à Marseille le 10 septembre 1632 et mort en 1706, est un poète français.

## Biographie
Balthazar de Bonnecorse, né à Marseille, a été consul de France au Caire et à Seyde dans l'actuel Liban. Il fut plus tard premier échevin de la ville de Marseille du 1er novembre 1681 au 31 octobre 1682. Il est surtout connu comme poète ayant fait l'objet d'attaques d'une sévérité extrême de la part de Nicolas Boileau.
Bonnecorse fait la connaissance de Georges de Scudéry lorsque ce dernier est nommé en 1642 gouverneur du fort Notre-Dame de la Garde à Marseille. Il lui remet le manuscrit de son premier recueil de vers, La Montre d'Amour que son protecteur fait imprimer à Paris en 1666. Il s'agit d'une suite de vingt-quatre madrigaux chacun se rapportant sur l'emploi amoureux des heures de la journée. Ce genre de littérature horripilait le sérieux Boileau qui en fit la satire dans Le Lutrin. Bonnecorse, blessé,  répliqua par une méchante parodie, Le Lutrigot qui parut en 1686. Boileau, froissé à son tour, répliqua par cette épigramme « à MM. Pradon et Bonnecorse, qui firent en même temps paraître contre moi chacun un volume d'injures » :
Venez, Pradon et Bonnecorse,
Grands écrivains de même force,
De vos vers recevoir le prix ;
Venez prendre dans mes écrits
La place que vos noms demandent.
Linière et Perrin vous attendent.
Bonnecorse ne fit plus parler de lui, sa défaite s'expliquant non seulement par le triomphe du classicisme, mais aussi par la montée en puissance des écrivains professionnels assez mal disposés à l'égard des poètes occasionnels.
L'historien Paul Masson précise, dans son dictionnaire biographique de l'Encyclopédie départementale des Bouches-du-Rhône, que Balthazar de Bonnecorse avait un fils qui, envoyé à Tripoli comme négociateur, fut pris et fait esclave en 1682.

## Publications
- La Montre, Paris, C. Barbin, 1666, 132 p. (OCLC 29938719, BNF 30128240).
- L' Amant raisonnable, Paris, L. Billaine, 1671, 201 p. (OCLC 741678049, BNF 30128233).
- La Boîte et le Miroir (deuxième partie de La Montre d'amour, 1671)
- Lutrigot, poème héroï-comique, Amsterdam, Henry Desbordes, 1686, 36 p. (OCLC 1015476800, BNF 31841295, lire en ligne).
- Le Jugement du Soleil (1686). Un petit opéra dont la musique est de Pierre Gautier.
- Le Poète sincère, ou les Vérités du siècle, poème héroï-comique, Anvers, Jacques le censeur, 1696, 199 p. (OCLC 981809912, BNF 30128242, lire en ligne).
- Poésies de M. de Bonnecorse (1720)

## Armoiries
Les armes Balthazar de Bonnecorse sont : « D'azur au lion d'or tenant une fleur de lys du même »